# Neurose
Neurose (Labyrinth der Leidenschaften) è un film del 1959 diretto da Rolf Thiele basato sul romanzo di Gladys Baker Irrequieto è il mio cuore.
Il film è una co-produzione italo-tedesca.

## Trama
Georgia Gale, una bella e giovane scrittrice americana, inizia a bere in modo incontrollato ed è ora affetta da alcolismo. Viene ricoverata in una lussuosa casa di cura in Svizzera, diretta dal professor De Lattre, nel quale però non riesce ad avere la fiducia essenziale per il successo della terapia. Nella clinica incontra Ron Stevens, un altro paziente, che si innamora di lei, ma la scrittrice non sembra curarsene perché il suo unico desiderio è quello di abbandonarsi al vizio di bere appena ne ha la possibilità. 
Pentita per la sua debolezza e agitata da una crisi morale, Georgia si rifugia in vicino convento convinta di volersi fare suora, ma la madre superiora le fa capire che la sua non è una vera vocazione e la dissuade. Tornata nella casa di cura, Georgia incontra Marjorie, una ragazza che in preda alla depressione ha tentato varie volte il suicidio. Durante un colloquio con lei, Marjorie si impossessa di un tagliacarte e si uccide davanti ai suoi occhi. Profondamente sconvolta, Georgia inizia a capire e si sottopone alla cura che potrebbe prometterle un'uscita dalla sua vita precedente. Un profondo affetto la lega adesso al dottor De Lattre, che segue i suoi progressi.
Dopo il successo del trattamento, Georgia lascia la clinica, determinata a iniziare una nuova vita.

## Produzione
Il lungometraggio è stato realizzato nell'aprile e maggio del 1959 a Monaco di Baviera e nei suoi dintorni.

## Distribuzione
Il film fu distribuito in Germania Ovest nel settembre del 1959. In Francia arrivò nelle sale con il titolo A bout de nerfs.
In Italia fu distribuito nel 1960 con il divieto per i minori di anni 16.